# Жукин
Жуки́н — село в Україні, у Вишгородському районі Київської області.Орган місцевого самоврядування — Пірнівська сільська рада.

## Розташування

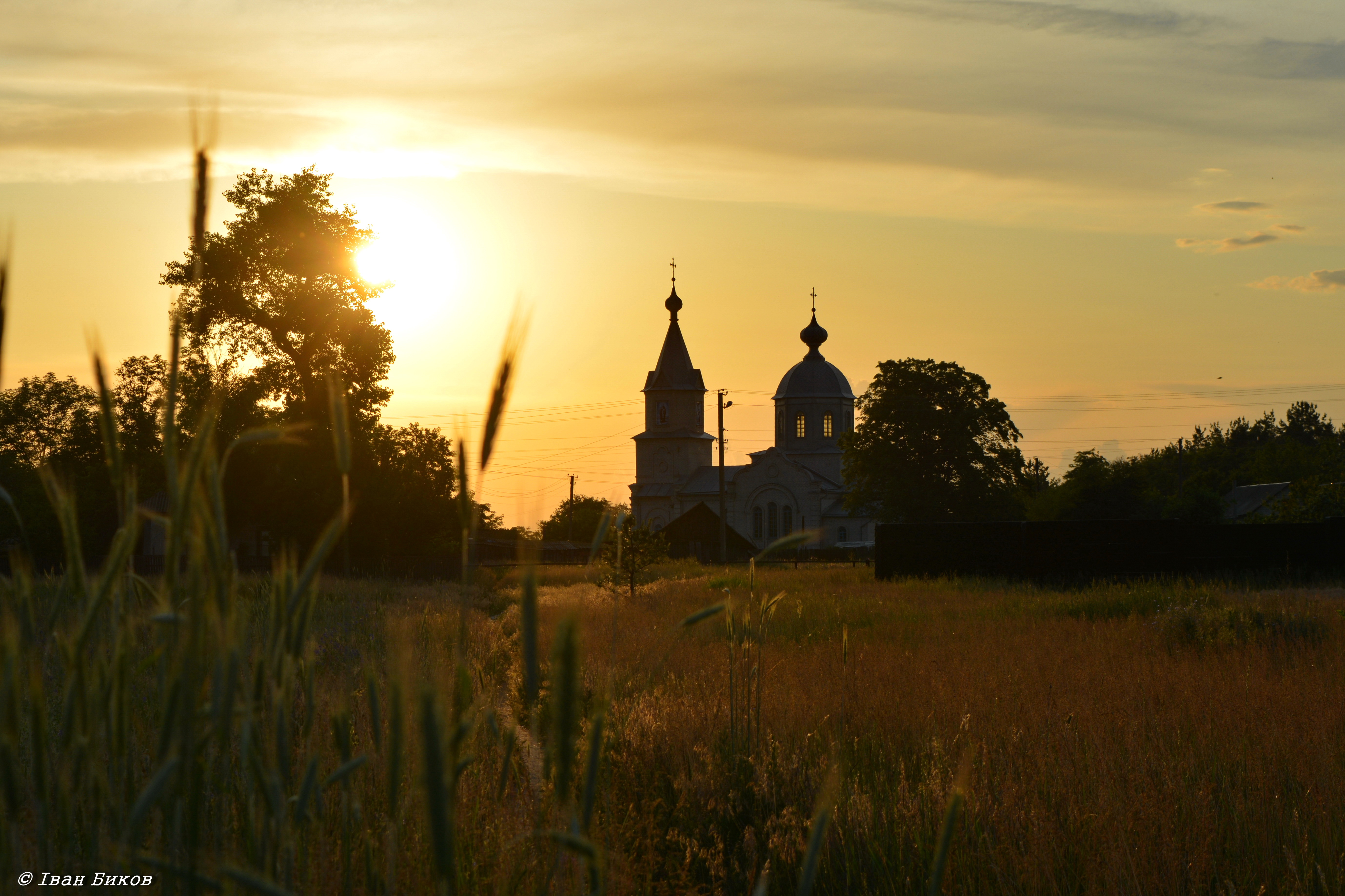
Миколаївська церква у селі Жукин

Розташоване на правому березі Десни. З середини 70-х років 20 століття Десна тече далі від села, внаслідок штучної зміни русла, біля села ж — так званий Старик. Раніше Жукин був великою пристанню на цій річці, що зазначено в давніх виданнях (наприклад, у ВРЕ). Після зміни русла, пристані у селі немає.
З півночі безпосередньо межує село Боденьки, а з півдня — село Воропаїв. Селом проходить шосейна дорога на Вишгород (автошлях Т 1001).

## Історія
Перші згадки про Жукин в історичних джерелах належать до XV століття. В «Актах относящихся к истории западной России», том І, ст. 38 в «Записи о денежных и медовых данях взимаємых сь Киевской Софиевской митрополчей отчины» (1415 або пізніше) знаходимо згадку за Жукин: «У Жюкини з Выполозовскоь земли три кади меду дають». «Федір Глинський купив село Некрашов на річці Красній в Київському повіті та Жукин на Десні, в 1498 р.»  Перші офіційні відомості про кількість мешканців села наводяться за документами Остерської люстрації (1522 рік). «В люстрации Киевского замка о Жукине находим следующую заметку: „Жукин — село господарское на Десне, на митрополита 6 ведеръ меду зъ него хаживало, а теперь привернено къ Остру“. По люстрации Остра, у Жукине было 6 человек населения» (П. Г. Клепатський «Очерки по истории Киевской Земли. Литовский период», Біла Церква, Видавець Олександр Пшонківський, 2007, стор. 240).
27-28 жовтня 1604 року в селі перебувало приватне українсько-польське військо яке 20 червня 1605 року захопило Москву.. 1631 року брати Кирик, Федір і Юрій Товкачі з Мінського воєводства отримали у володіння Жукин, після чого стали зватися Жукинськими чи Товкач-Жукинськими. 
Утворення села пов'язане географічно із пагорбом між Десною та озером Річка. Мальовниче та зручне з усякого погляду місце стало у майбутньому Старим селом. До кінця 19 століття — початку 20 століття тут знаходилася церква, що підтверджується старими військовими топографічними картами (австрійська часів першої світової війни та російська кінця 19-го століття).
Розширення села у період від першої половини 16-го століття до 19 століття і далі, пояснюється зростанням населення і кількома іншими причинами: за традиціями тих часів люди могли селитися на хуторах (де були вільні землі) і господарювати на цих землях. Крім того, через місцевості Жукина з глибокої давнини проходив єдиний на той час (приблизно до середини 18-го століття) торговий шлях з Києва до Остра і Чернігова і далі до міст Росії (за часів Російської імперії його елементом став Сваромський поштовий тракт). Переправа через Дніпро була приблизно у тому місці, де були Сваром'є та Старосілля (За часів Київської Русі приблизно у цьому місці діяв наплавний міст. За Тихомировим (Тихомиров М. Н., Древнерусские города, М., 1956) неподалік було розташоване древньоруське місто Уветичі. Воно згадується вперше у першоджерелах у 1100 році. У 1104 році в Уветичах відбувся княжий з'їзд. Уветичі Тихомиров відносить до древньоруських міст, що зникли. Можливо це і є те місто, яке у «Історії міст і сіл Української РСР» назване Хотином: «Над струмком Липівкою виявлено городище, що за переказами є залишками древньоруського міста Хотин» (цим пояснюється у цьому виданні походження назви села Хотянівка).

Клепатський так описував традиції тих часів: 
|  | Каков же был обычный тип крестьянского хозяйства — двора? Обыкновенно такому двору принадлежали разнообразные угодья, удовлетворяющие потребностям сельского хозяйства. Возьмем для примера селище Жукин, в Остерском пов. Единственный обитатель этого селища обладал: землями пашными и бортными, сеножатьми, гаями, лесами, дубровами, ловами звериными и пташиными, озерами, рками, езами на Десне, ставами, бобровыми гонами и т. п. При тогдашнем изобилии пустошей населению была предоставлена полная возможность путем займанщины приобретать себе сколько угодно земли и в каком угодно составе… Если мы примем теперь, вопреки Любавскому, мнение Довнар-Запольского, что не участок в его материальной обстановке, а служба тяготела к среднему уровню, то отсюда будет самый естественный переход к „братьямъ“ и „потужникам“. Населению выгодно было, чтобы земли под хозяйством состоло как можно больше, а служба была как можно легче, при том же разработка хозяйственных угодий на сыром корне (в Полесье напр.) требовала совокупных усилий многих рук. Стали, поэтому, жить более или менее сложными семейными общинами, которые в дальнейшем могли пополнятся в своем составе и сторонними лицами. Таким образом возникла и поддерживалась сябринно-семейная община, которую мы преимущественно встречаем на севере Киевской земли |

.
Таким чином з хуторів пізніше утворилися кутки села, які є і сьогодні: Загороденіє, Собачівка, Мутвиця, Турчин, Хомин, Обихідка, Олексин, Дубовиця, Бродок, (Хутір), Бобрівське, П'ячки, Обірок.
Цікавою є історія русла Десни за старими топографічними картами. Його контури дуже відрізняються від контурів у наші часи. Чітко видно Острів, два русла на півночі Старого Села. Невелика річка Холодна Долина, два млини на місці впадання Холодної Долини у Десну (за австрійською військовою топографічною картою у районі села наведено 10 водяних млинів), невелике озеро на нинішньому Лузі біля Десни, (цього озера зараз і немає, є два інших озерця). Розташування озер біля Старого Села. Річка Пульсадеча(?) та річка Видра на північ від Боденьок. Можливо нинішня Заспа (озеро біля П'ячок) — це Десна до часів кінця 19 століття. За військовою топографічною картою 1896 року русло Десни йшло саме по місцю Заспи, бо було зовсім іншим (не було правого крутого повороту біля Коси).
З півночі (NNW) за селом розташовані обширні болотисті місця (болото Кошара, — топографічна назва) і далі — велике болото Видра. За радянських часів тут були проведені великі меліоративні роботи.
Частина земель Жукина та навколишніх земель у часи з 15-го століття належали Києво-Печерській лаврі та Софії. Встановити чіткі межі цих володінь зараз практично неможливо. Доказом цього, як приклад, можуть бути першоджерела: «По справке в канцелярии министерского правления с ревизорскими книгами, которая ревизия во всей Малой России чинена в 1726 г., по имянному блаженныя и вечнодостойныя памяти Ея Императорского Величества указу, Глуховского гарнизона оберафицерами, посланными из бывшой Малороссийской Коллегии, какие в Малой России обретаются местечка, села и деревни, хуторы, званиями каждая порознь, и что в тех маетностях дворового числа, и кто ими и по каким крепостям владеет, значится ниже: Сотни Остерской: Село Воропаев — 37 дворов; во владении Киево-Печерского монастиря с 1713 году; а почему оной монастырь владеет, о том ис того монастыря не показано».
Про приблизність меж полків і сотень часів Української державності (Козацька доба) писав Грушевський («Поза тим всі сотні в близшій околиці Київа; на лівім боці тільки Броварська, всі иньші, здається, на правім»).
За «Описаниями Киевского наместничества 70–80-х годов XVIII в. (Описательно-статистические источники)», Киев, издательство «Наукова думка», 1989: «В селе Жукин духовенства — 1, церковников — 2, хат — 60» (За таблицею — «посполитых, владельческих, разночинческих и козачих подсудков»). Згідно з Книгою Київського намісництва 1787 р. у Жукині жили казенні люди у кількості 241-ї особи. Там же наводиться кількість хат і по іншим селам: Боденьки — 55, Воропаїв — 36, Хотянівка — 15, Осетчина — 40, Сваром'є — 46, Тарасовичі — 46, Чернин — 61, Новосьолки — 31, Ошитки — 71. Крім Жукина, церкви були у селах Боденьки, Сваром'є, Тарасовичі, Чернині, Ошитках.
Станом на 1859 у селі, центрі Жукинської волості Остерського повіту Чернігівської губернії, мешкало 983 осіб (481 осіб чоловічої статі та 502 — жіночої), налічувалось 162 дворових господарства, існувала православна церква.
Станом на 1886 у колишньому державному селі мешкало 1062 особи, налічувалось 251 дворове господарство, існували православна церква, 2 постоялих будинки.
За переписом 1897 року кількість мешканців зросла до 1582 осіб (794 чоловічої статі та 788 — жіночої), з яких 1578 — православної віри.
З часів ліквідації Українських полків та утворення губерній і аж до 1923 року Жукин був волосним селом. У 1923 році Жукинська волость у складі 5-ти волостей Остерського повіту перейшла до Київської губернії (разом з Броварською, Гоголівською, Микільсько-Слободською, Семиполківською). Повіти ліквідовувалися і утворювалися округи (був Київський округ у складі Київської губернії), волості перетворювалися у райони. Жукин таким чином став районним центром.
Станом на 1923 рік в Україні були й національні сільради (німецькі, російські, польські, грецькі, болгарські, єврейські, чеські, молдавські, білоруські), на території ж Жукинського району їх не було. Губернії проіснували до 1925 року, з їх ліквідацією залишалися округи.
У 1920-х роках у селі діяла дослідна станція кабінету антропології та етнології ім. Ф. Вовка.
У 1930 році утворено Вищедубечанський район. Жукин перестав бути районним центром. З 1932 року, коли утворилося перших 7 областей в Україні, почалося поступове утворення й інших областей. У 1934 році Київ став столицею України.
Відповідно до Указу Президії Верховної Ради УРСР від 30 грудня 1962 року про укрупнення сільських районів, у складі Київської області залишилося 12 районів, у тому числі й Києво-Святошинський, у склад якого увійшов Жукин разом з усіма селами тепер уже колишнього Вищедубечанського району. З 1965 року райони почали розукрупнювати й згодом Жукин увійшов із складу Києво-Святошинського району до Вишгородського району (утворений 12 квітня 1973 року).
На 1923 рік Жукинський район населяло 28848 осіб з 5385 господарствами та 14 сільськими радами і 18 поселеннями. Це такі населені пункти: Жукин, Боденьки, Верхня Дубечня, Воропаіво, Чернин, Нижня Дубечня, Новосілки на Десні, Ошитки, Сувид (Нижні Боденьки), Сваром'я, Лебедівка, Старосілля, Новосілки на Дніпрі, Тарасовичі, Заболотня, Хотянівка, Осетчино, Скиток (транскрипція назв згідно з першоджерелом).
Офіційні історичні відомості про село Жукин наведені у фундаментальному виданні — «Історії міст і сіл Української РСР»: «Жукин — село, центр сільської ради, розташоване на правому березі Десни за 64 км від Києва.
На 1971 рік у селі проживало 1853 особи, сільраді було підпорядковане село Боденьки. На цей же час у Жукині містилася центральна садиба радгоспу „Жукинський“, — 11699 гектарів сільськогосподарських угідь, у тому числі 2110 гектарів орної землі.
Біля Жукина та Боденьків (Боденьок) виявлено залишки поселень доби неоліту (IV—III тисячоліття до н. е.), бронзи (III—II тисячоліття до н. е.) та скіфських часів (VII—VI тисячоліття до н. е.).» Наводиться, що біля Вишгороду та Жукина виявлені монетні та ювелірні скарби перших століть нашої ери та ювелірні прикраси VI—VIII століття.
Під час боїв літом 1941 року був епізод, коли у Жукині з 24 серпня 1941 року розміщувався штаб 27-го стрілецького корпусу, яким командував генерал-майор Артеменко (Начальник штабу — комбриг Смирнов). До цього штаб цього корпусу знаходився у Окунинові, — радянські війська відступали після захоплення 23 серпня німцями Печкінського мосту (дерев'яний міст на бетонних опорах через Дніпро) та запеклих боїв на так званому «Окуниновському плацдармі».
З документів витікає, що 11 вересня 1941 року у Жукині уже були німці, а 12 вересня їх було в селі уже до 2-х піхотних полків.
Під час окупації у роки Німецько-радянської війни у районі Жукина, Сувида діяли партизанські загони ім. Щорса (командир Ю. О. Збанацький) та «Перемога» (командир — С. Ю. Науменко). Відома Пірнівська бойова партизанська операція, у ході якої було знищено техніку та живу силу гітлерівських військ (біля 500 особового складу).
Воєнні роки — окремі трагічні і важкі сторінки історії села. Крім пам'яток, створених радянською владою, останніми роками громадою та ініціативними групами створені Меморіал Скорботи на сільському кладовищі та пам'ятні знаки увіковічення пам'яті загиблих на територіях.
На сільському кладовищі у братській могилі похоронені бійці Червоної армії.
Під час реокупації України, на наших землях все було пов'язано із стратегічними діями Червоної Армії по відвоюванню Києва.
З півночі від Жукина — з 26 серпня по 30 вересня 1943 року здійснювалася Чернігівсько-Прип'ятська операція. 13 армія силами 28-го стрілецького корпусу 19 вересня на півночі (тобто на південь від Чернігова) форсувала Десну, оточила з південного заходу Чернігів й заняла його, а уже 22 вересня підійшла до Дніпра і з ходу форсувала його в районі Прип'яті.
У селі Тарасовичі знаходився штаб 75-ї гвардійської стрілецької дивізії, яка 23 вересня 1943 року форсувала Дніпро і захопила плацдарм на правому березі в районі сіл Ясногородка та Глібівка. Під час боїв на плацдармі у Тарасовичах розташовувався 585-й (80) медико-санітарний батальйон цієї дивізії і було багато поховань воїнів, що померли від тяжких поранень.
На південь від Жукина — широко відома операція по форсуванню Дніпра на Лютіжському плацдармі бойових дій. У ніч на 27 вересня 1943 року біля Сваром'я першими переправлялися бійці 2-го батальйону 842-го стрілецького полку.
З повідомлення «Совінформбюро» від 24.09.1943 р.: «На Киевском направлении наши войска заняли свыше 50 населенных пунктов, у том числе город Борисполь, районный центр Киевской области Высшая Дубечня и крупные населенные пункты Низшая Дубечня, Пуховка, Мартусовка, Иваньково, Глубокое, Рогозов, Люборцы, Сошников, Ковалин, Дмитровка, Крапивна, Чапаевка».
Днем відвоювання Жукина від німецько-нацистських загарбників вважається 22 вересня 1943 року.
У повоєнні роки у селі було два колгоспи, які потім були об'єднані в один і який пізніше увійшов до складу радгоспу «Жукинський».
У селі є середня загальноосвітня школа, яка має глибоку історію. У 2014 році відзначається 100-літній ювілей школи.
Днем села (у простонародді «Храм») є 19 грудня, День Святого Миколая Чудотворця.
У наші часи Жукин є територією пастирської відповідальності парафій Вишгородського другого благочиння Бориспільської єпархії (з 2013 року) Української Православної Церкви МП. У селі є Храм Святителя Миколая архієпископа Мір Лікійських чудотворця.
Храм Святителя Миколая архієпископа Мір Лікійських чудотворця у Жукині почав будуватися в 1990 р. Очолював будівництво протоієрей Георгій Смирнов (він же і перший настоятель Храму). Будівництво було закінчене в 2000 р. Храм освячено Блаженійшім Володимиром Митрополитом Київським і всієї України Предстоятелем Української Православної Церкви. Святинею Храму є ікона з мощами преподобного Фіофіла Київського.
Настоятель храму — ієрей Віталій Ієрофійович Мазурков (01.01.1976 р.н. тезоіменитство ст.ст. 25 січня н.ст.7 февраля) народився в м. Києві. Після закінчення середньої школи отримав повну вищу освіту в УДУХТ. З 1994 року прихожанин Свято-Покровського храму на Пріорці. З 2000 року прихожанин Свято-Успенської Києво-Печерської Лаври. У 2007 році вступив до Одеської Духовної Семінарії. У 2010 року був висвячений у сан диякона, а 7 квітня 2011 архієпископом Білоцерківським і Богуславським Митрофаном висвячений у сан ієрея. З благословення Блаженніший Володимира Митрополита Київського і всієї України відряджений єпископом Броварським Вікарієм Київської Митрополії Преосвященнійшим Феодосієм, для служіння в храм святителя Миколая Чудотворця села Жукин Вишгородського району Київської єпархії (з 31 жовтня 2011 року).
Клирик, другий священник храму — протоієрей Георгій Дмитрович Смирнов (28.01.1934 р.н. — помер 14.10.2014 р., тезоіменитство ст.ст. 17 січня н.ст. 30 січня) народився в Росії в селі Шаплякі Оленінського району, Калінінської області. Під час війни евакуйований в Марійську АРСР, потім в Україну, де в Житомирській області почав працювати в колгоспі і знаходився в дитячому будинку, до 1951 року. У Києві закінчив ремісниче училище № 3., Працював електрозварником. Після служби в армії працював в КБ Дарницького радіозаводу потім у Деміївському храмі вивчав Церковну службу, після чого працював в Екзархаті скарбником, де і був висвячений у сан диякона, а згодом у священика. Служив на різних парафіях міста Києва та в 1990 році був направлений в село Жукин Вишгородського району.
Колишній орган місцевого самоврядування — Жукинська сільська рада.

## Населення

### Мова
Розподіл населення за рідною мовою за даними перепису 2001 року:
| Мова              | Кількість | Відсоток |
| ----------------- | --------- | -------- |
| українська        | 1055      | 94.45 %  |
| російська         | 50        | 4.48 %   |
| білоруська        | 5         | 0.45 %   |
| вірменська        | 1         | 0.09 %   |
| кримськотатарська | 1         | 0.09 %   |
| інші/не вказали   | 1         | 0.44 %   |
| Усього            | 1117      | 100 %    |

## Відомі люди
- Єверкін Юрій Олександрович (* 1982) — прапорщик Збройних сил України, учасник російсько-української війни.
- Лесь Танюк (1938—2016) — український режисер, політик та громадський діяч, народився у селі.